# Pop alternativo
Il pop alternativo, a cui ci si riferisce spesso con i termini inglesi alternative pop e alt pop, è un genere musicale di alternative rock, pop e indie pop nato nel Regno Unito verso la metà degli anni ottanta.

## Descrizione
"Pop alternativo" è un termine usato per descrivere della musica pop con un ampio appeal commerciale fatta da figure al di fuori del mainstream, o che è considerata più originale, stimolante o eclettica della musica pop mainstream. The Independent ha descritto l'alt-pop come "un'imitazione fatta in casa e personalizzata del mainstream che parla molto più da vicino alla vera esperienza adolescenziale" e che è comunemente caratterizzata da un tono emotivo oscuro o pessimista con testi su insicurezza, rimpianto, droghe e fatica. Secondo AllMusic, il "pop di centro-sinistra" della scena alternativa non ha avuto successo nel mainstream negli anni '80, anche se la band britannica Siouxsie and the Banshees ha riscosso successo in quel decennio. Nei primi anni 2000 Avril Lavigne ha contribuito a preparare il terreno per la successiva generazione di cantanti alt-pop grazie al singolo Sk8er Boi, e alla fine del decennio Santigold si è affermata come "eroe del pop alternativo" grazie alla sua evidente convinzione artistica. All'inizio degli anni 2010, Lana Del Rey ha sviluppato un "seguito di culto" con il suo alt-pop "cinematografico e pesante", caratterizzato da "tristezza e melodramma affascinanti", mentre Lorde ha ottenuto il successo globale nel 2013 e nel 2014, raggiungendo la vetta delle classifiche e vincendo dei premi. Nel 2022, a Billie Eilish è stato attribuito il merito di aver segnato "l'ascesa" del pop alternativo nel mainstream con il suo pop oscuro e pessimista.